# Лангоун, Майкл
Ма́йкл Ланго́ун (англ. Michael D. Langone) — американский психолог, эксперт по изучению деструктивных культов и манипулирования сознанием. Директор Международной ассоциации исследования культов, редактор научного журнала «Cultic Studies Review».

## Биография
В 1979 году в Калифорнийском университете в Санта-Барбаре получил учёную степень доктора философии по психологическому консультированию. 
Он работал в течение трех лет научным сотрудником Regents, и начал свою работу о культах в 1978 году. Лангоне присоединился к Американскому семейному фонду в 1981 году, позже организация сменила название на Международную ассоциацию культурных исследований.
В 1984 году он стал редактором домашнего издания Американского семейного фонда Cultic Studies Journal. Журнал прекратил выходить в 2001 году и был заменен на Cultic Studies Review в качестве онлайн-журнала с трехлетним печатным изданием.

## Книги
- Cults: What Parents Should Know: A Practical Guide to Help Parents With Children in Destructive Groups (в соавторстве) 1989, ISBN 0-8184-0511-2
- Satanism and Occult Related Violence, 1990, ISBN 99918-1-024-2 (в соавторстве)
- Lalich J., Langone M. D., Tobias M. Captive Hearts, Captive Minds: Freedom and Recovery from Cults and Abusive Relationships[англ.]. — 1994. — ISBN 0-89793-145-9.
- Langone M. D. Recovery from Cults: Help for Victims of Psychological and Spiritual Abuse[англ.]. — W. W. Norton & Company, 1995. — 432 p. — ISBN 0-393-31321-2. OCLC Number 32776672